# Heinrich Altherr
Heinrich Altherr (* 11. April 1878 in Basel; † 27. April 1947 in Zürich; heimatberechtigt in Basel und Speicher) war ein Schweizer Maler. Er schuf zahlreiche Wandgemälde in Kirchen und öffentlichen Gebäuden.

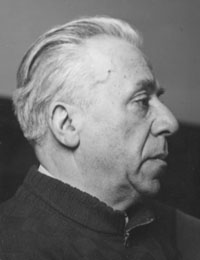
Heinrich Altherr

## Leben
Heinrich Altherr war ein Sohn des Pfarrers Alfred Altherr. Seine Brüder waren Paul Altherr und Alfred Johann Altherr.
Altherr wurde von Fritz Schider unterrichtet und studierte anschliessend zusammen mit seinem Freund Carl Burckhardt bei Heinrich Knirr in München. Sein frühes künstlerisches Vorbild war Hans von Marées. Eine Reise nach Italien liess in ihm die Erkenntnis reifen, dass er weniger der hellen Harmonie der mediterranen Landschaft und des heiteren Himmels, sondern eher der nordischen Licht- und Schattenwelt zugetan war. Über diese Grundbestimmung fand er seinen später dem Expressionismus nahe kommenden Stil. Auch die französische Kunst und der Impressionismus berührten Altherr kaum.
Ab 1906 lehrte Altherr an der Akademie in Karlsruhe. In dieser Zeit schuf er Fresken und Glasfenster für Kirchen in Darmstadt, Basel, Karlsruhe, Elberfeld und Zürich. Im Jahr 1913 folgte er einem Ruf an die Akademie der bildenden Künste in Stuttgart. Wenige Jahre später übernahm er dort die Leitung (1919–1921). Er lehrte dort vor allem Bildaufbau und Komposition und blieb bis 1939. 1923 gehörte er mit zu den Gründungsmitgliedern der Stuttgarter Sezession. 1935 besuchte Altherr einen Zeichenkurs an der Akademie der bildenden Künste in München.
Unablässig kämpfte Altherr gegen den oberflächlichen Wechsel von Moden in der Bildenden Kunst und später gegen die nationalsozialistische Kunstpolitik.
1937 wurden in der Nazi-Aktion „Entartete Kunst“ nachweislich aus der Württembergische Staatsgalerie Stuttgart sein Gemälde „Der Fluch“ (Öl auf Leinwand, 99 × 118 cm, 1928) und aus dem Stadtmuseum Ulm „Schiffe im Hafen“ (Öl auf Leinwand, 63 × 69 cm, 1915) beschlagnahmt. „Der Fluch“ wurde danach bis 1939 in der Propaganda-Ausstellung „Entartete Kunst“ präsentiert. Altherr kehrte daraufhin in seine Schweizer Heimat zurück.
Altherr war mit Hermann Meyer befreundet.

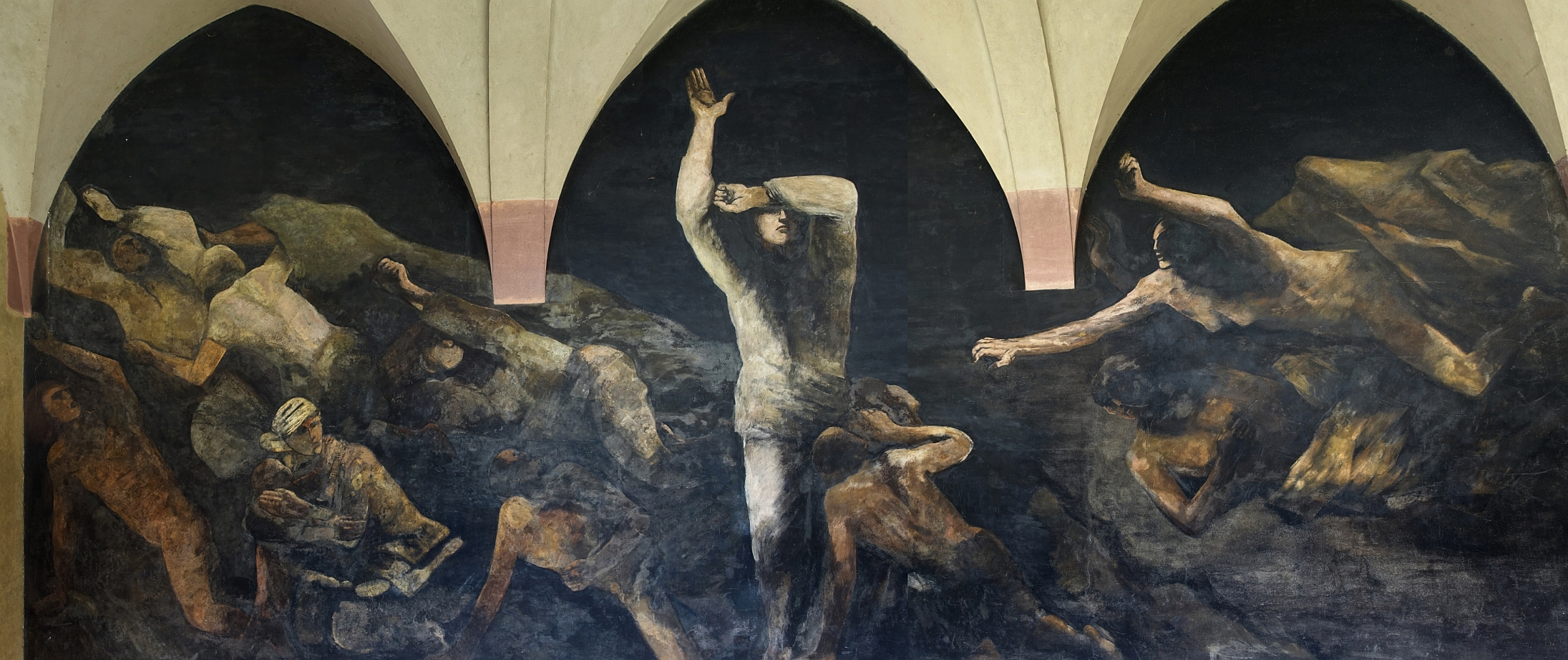
Der Unentwegte, Kreuzgang, Staatsarchiv Basel-Stadt

Sein noch im Sommer 1939 aus dem «Schweizer Exil» heraus geschaffenes Kolossalgemälde Das Jüngste Gericht für die Friedenskirche in Heilbronn gab Zeugnis von der Kraft seiner existentiellen Aussagen: Der in der Mitte stehende Christus ist links von den Gläubigen und rechts von den Ungläubigen flankiert. Er hält die linke Hand zum Friedensgruss erhoben, blickt aber nach rechts zu den Ungläubigen. Dieses Werk wurde 1944 im Bombenkrieg zerstört. Die Städtischen Museen Heilbronn halten ein Bozzetto dieses Werkes. In mehreren grossen Fresken im Senatssaal der Universität Zürich und in den Wandgemälden in Basel fand Altherrs Werk seine Krönung.

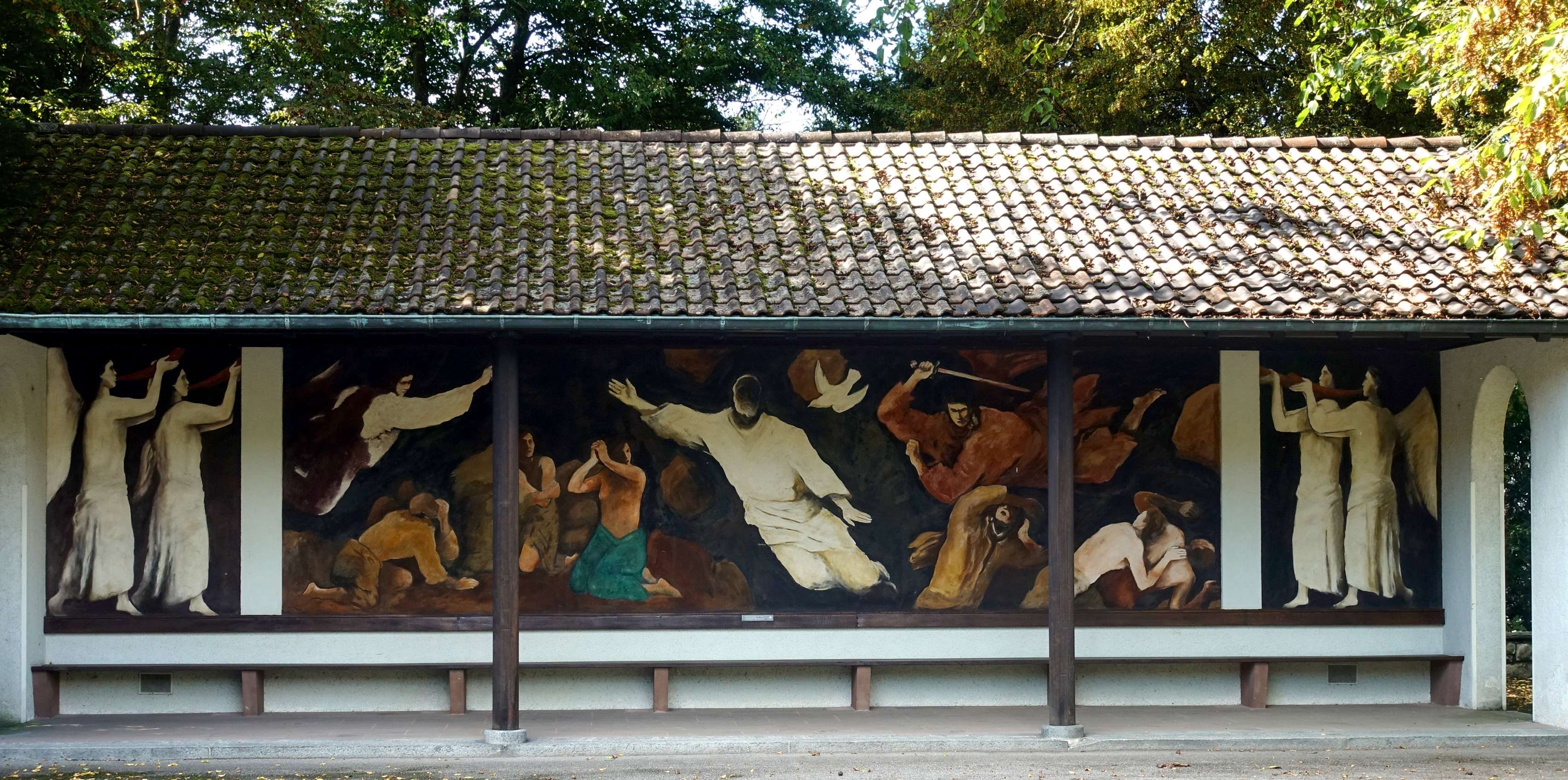
Das Jüngste Gericht. Friedhof am Hörnli

Einige von Altherrs Wandgemälden sind in der Universität Zürich und in der Paulskirche in Basel zu sehen. Sein Stil ist expressionistisch und emotional intensiv; die Motive sind oft politisch, sozialkritisch oder existentiell ausgerichtet. Altherr war Mitglied im Deutschen Künstlerbund.
Die Wandbilder von 1942–1944 im Kreuzgang des Staatsarchivs Basel, Der Lichtbringer, Der Standhafte, Der Künder und Wanderer auf der Rast, sowie das Wandbild Das Jüngste Gericht von 1941 für die Ruhehalle auf dem Friedhof am Hörnli gingen aus den Wettbewerben des Kunstkredits Basel-Stadt als Sieger hervor. Der Basler Maler Ernst Wolf assistierte Altherr bei der Schaffung der Wandbilder.

## Schüler (Auswahl)

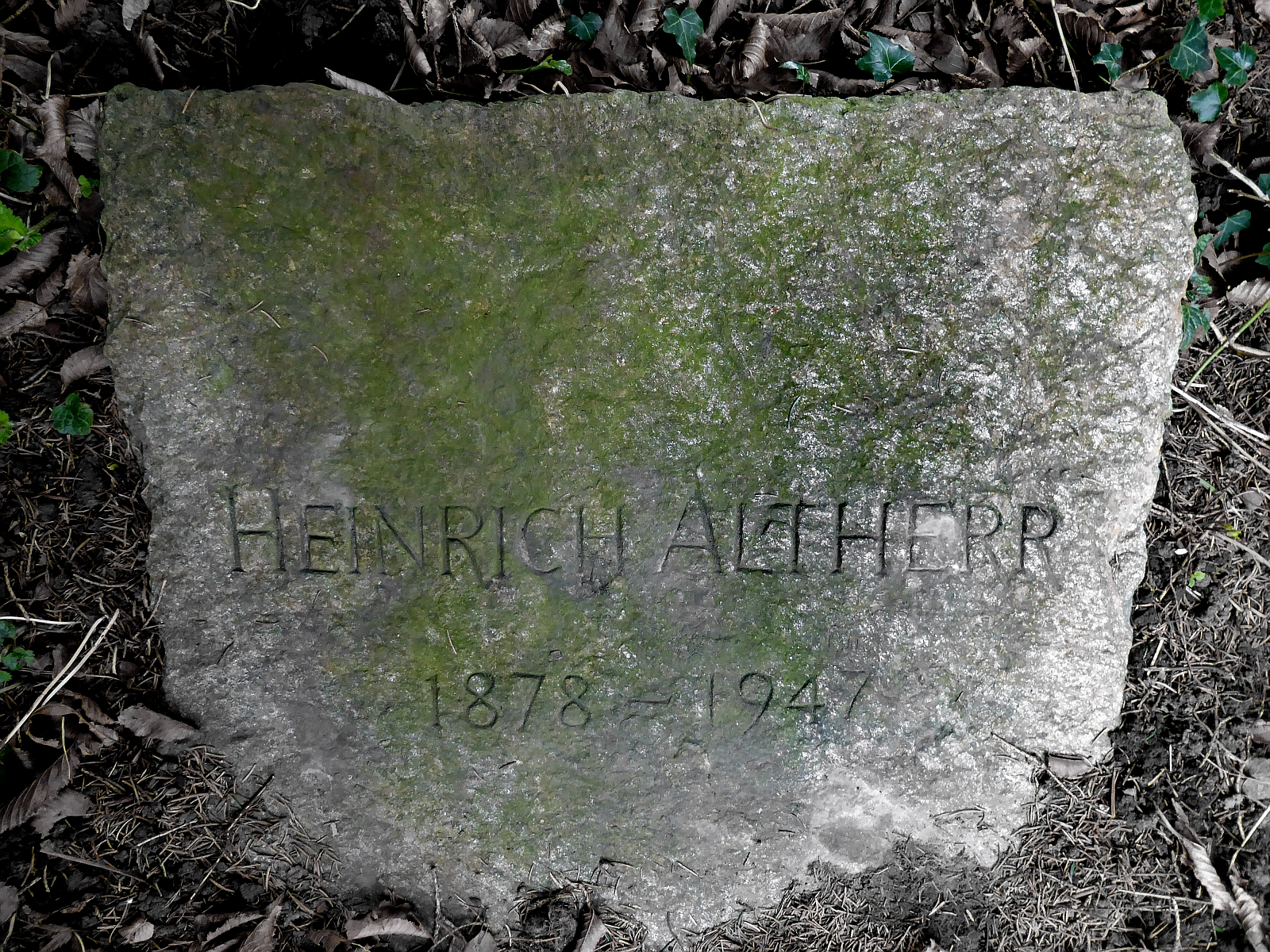
Altherrs Grabstein, links vor dem Wandfresko Das Jüngste Gericht auf dem Friedhof am Hörnli

- Georg Alfred Stockburger
- Manfred Henninger
- Luise Deicher

## Werke (Auswahl)
- Mosaik in der Kanzelnische der Pauluskirche in Basel (ca. 1904–1908)
- Fenster der Pauluskirche Darmstadt (um 1907, verloren)
- Bildnis des Bildhauers Fridolin Dietsche (vor 1929)
- Am Abend nach der Schlacht (ca. 1935)
- Vision (ca. 1935)
- Jüngstes Gericht (1939, Monumentalfresko, 4 Meter hoch, 12 Meter breit) in der Friedenskirche in Heilbronn (siehe hier)

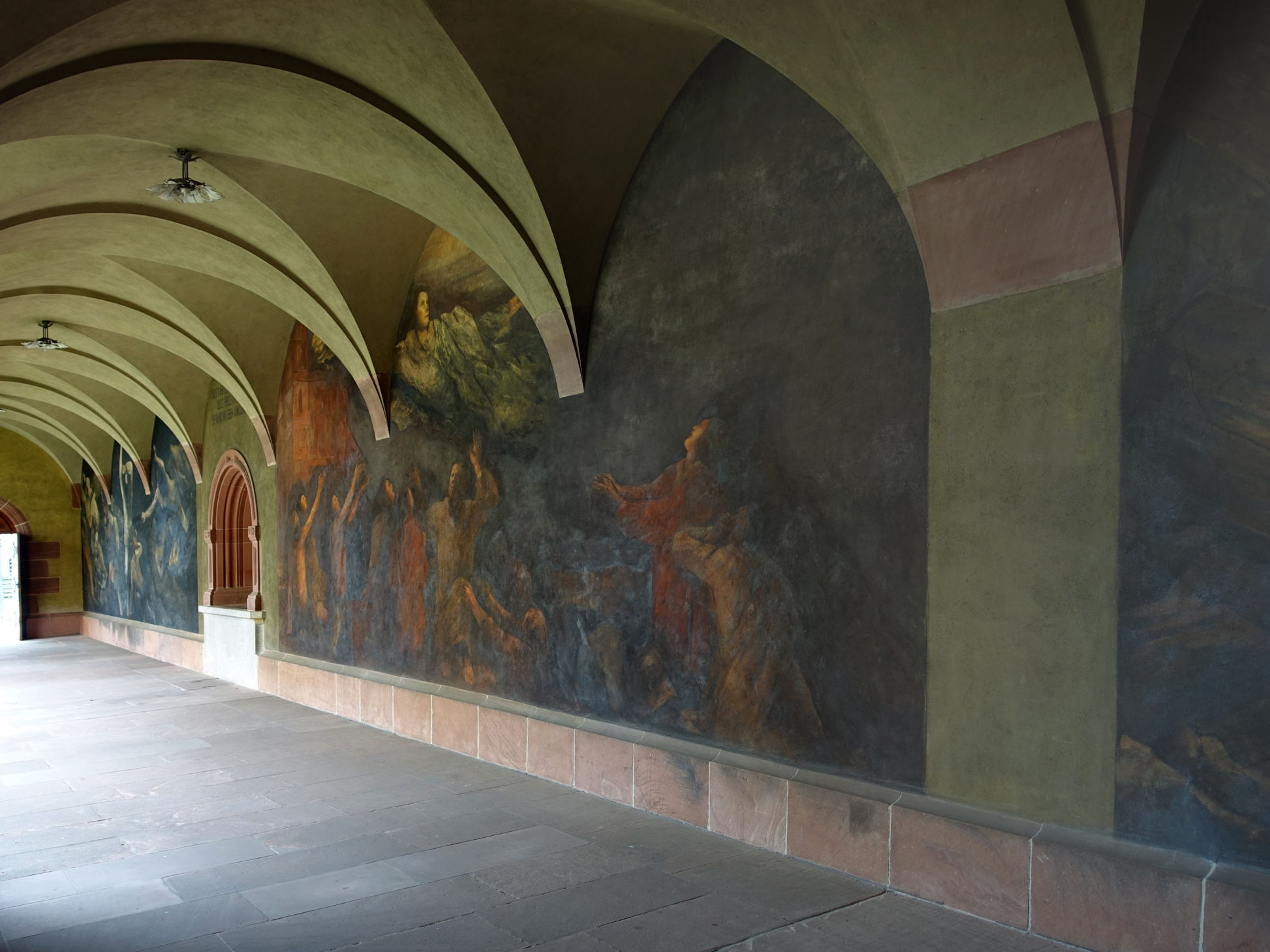
Wandbilder von 1942–1946
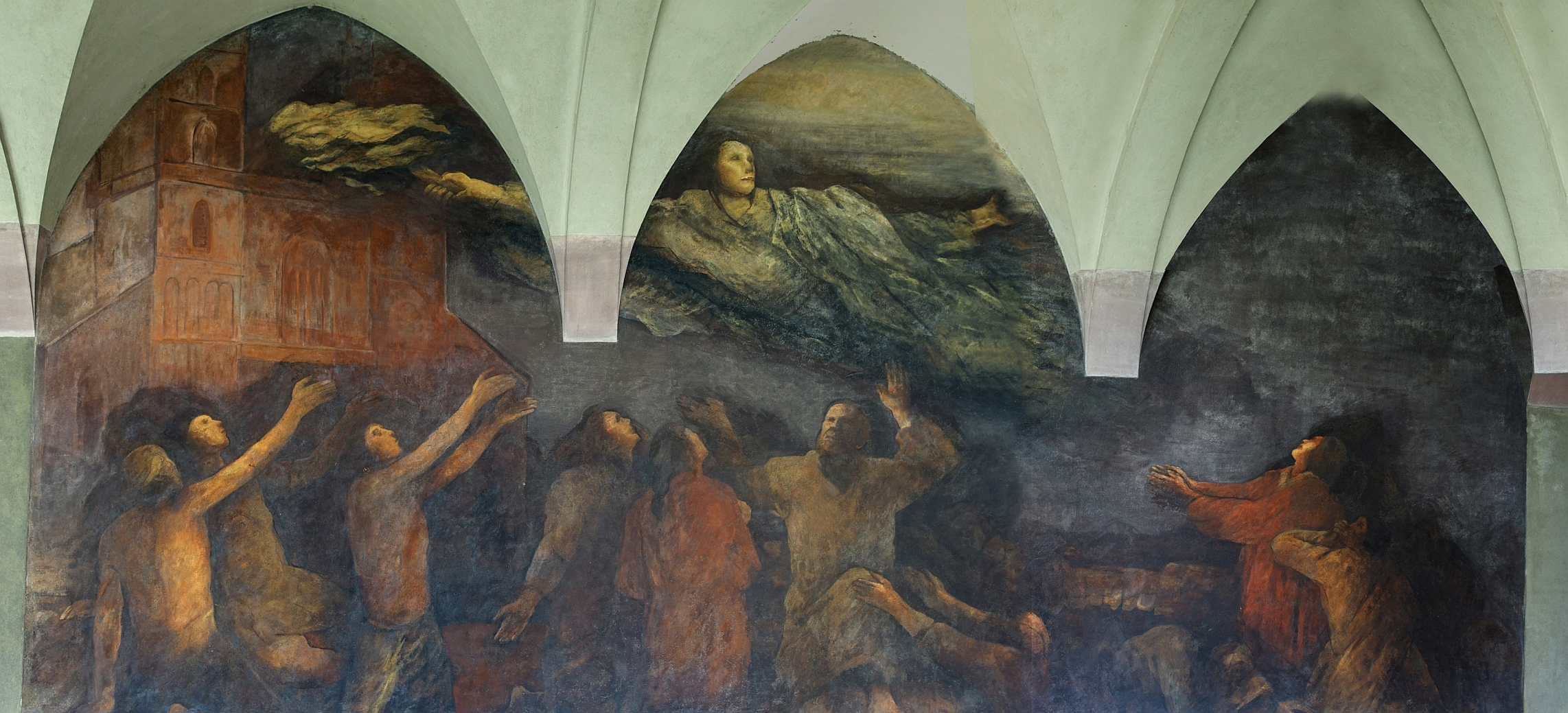
Wandbild. Der Lichtbringer
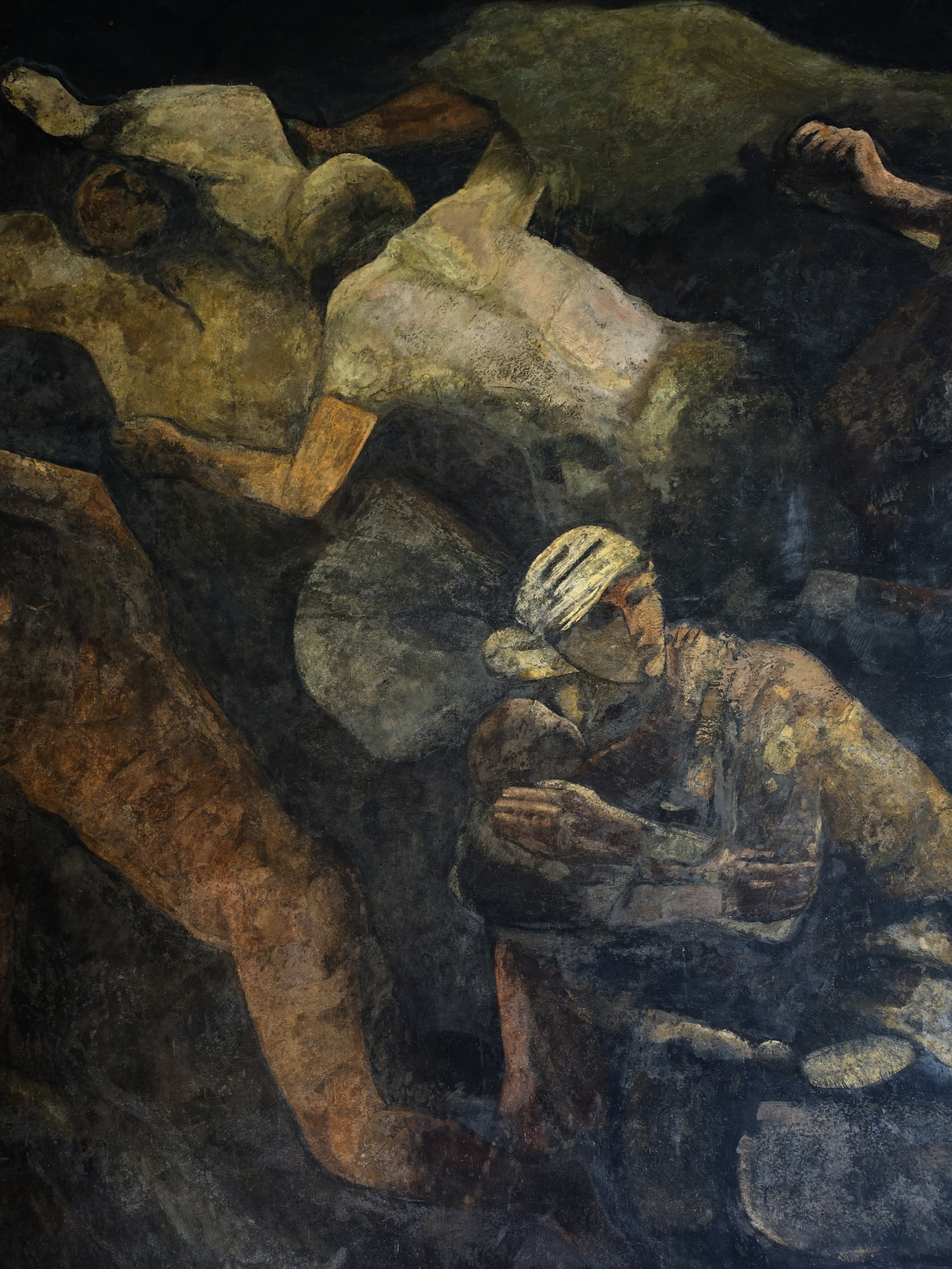
Detail
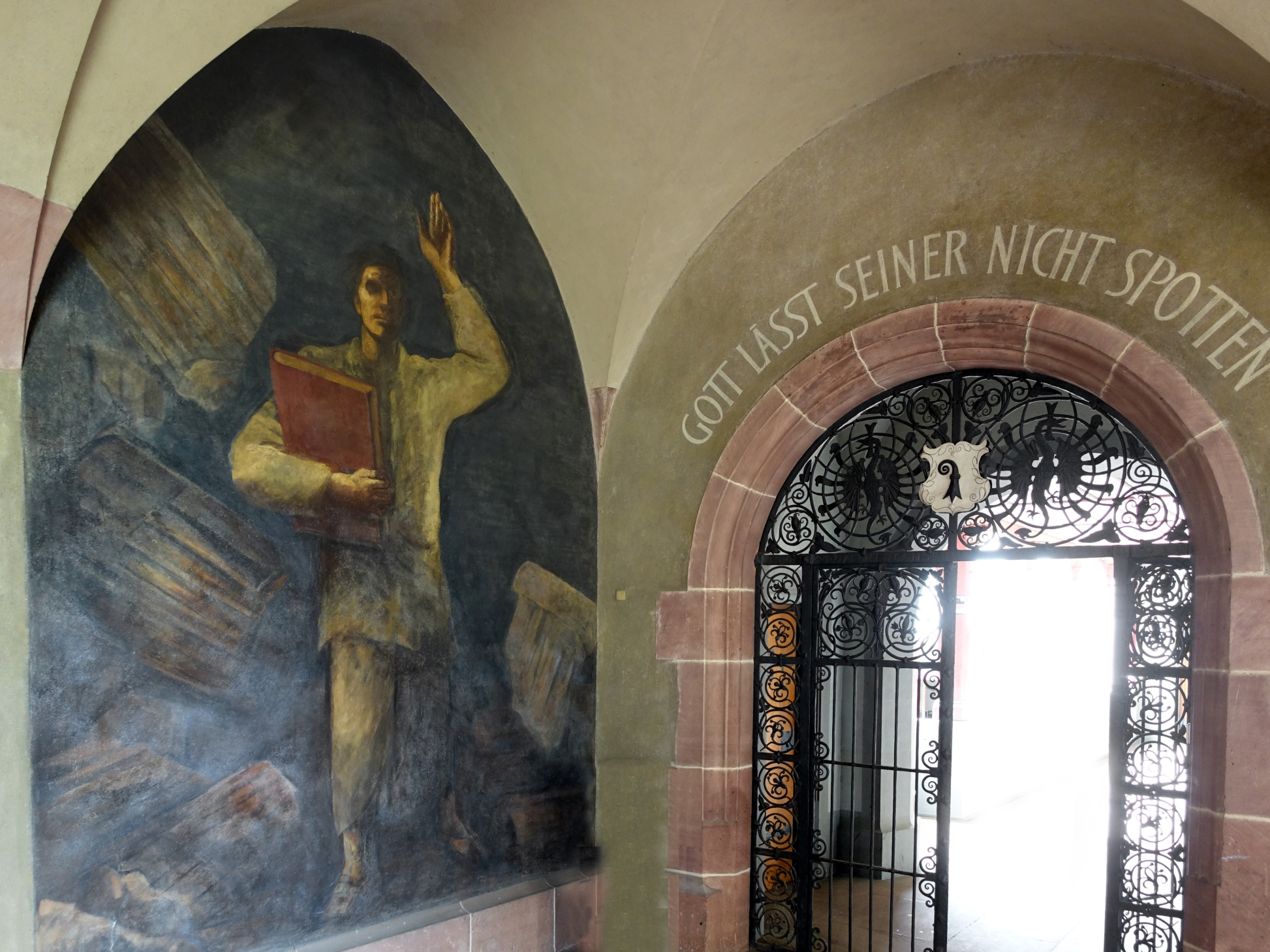
Der Künder
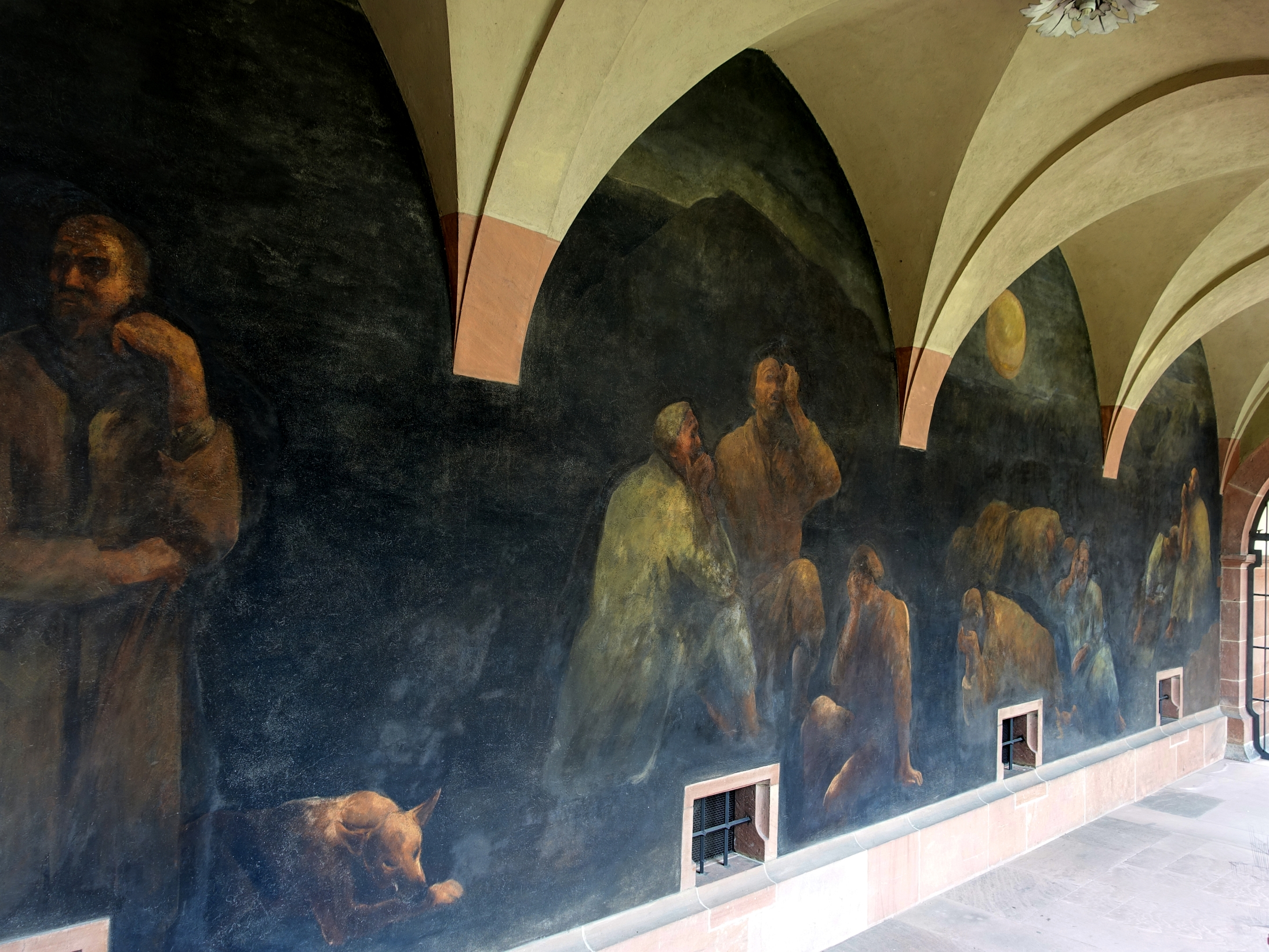
Wandbild Die Wanderer